# El Reino de los Monos
El Reino de los Monos (Monkey Kingdom en su título original) es un documental de los Estados Unidos, dirigido por Mark Linkfield y Alastair Fothergill y narrado por Tina Fey, acerca de una familia de macacos de Sri Lanka que viven en unas ruinas antiguas en las junglas de Asia del Sur - Polonnaruwa con otros animales asiáticos. La película fue estrenada por Disneynature el 17 de abril del 2015.

## Lanzamiento
Fue estrenada el 17 de abril de 2015. El tráiler oficial para la película se estrenó el 19 de abril del 2015 con la canción "Team", de Lorde, vinculada con Bears.